# Ligne 3 du tramway de Marseille
Pour les articles homonymes, voir Ligne 3.
La ligne 3 du tramway de Marseille est l'une des trois lignes du réseau de tramway de Marseille. Elle relie la place Castellane au quartier d'affaires d'Euroméditerranée et parcourt l'ensemble de la rue de Rome.
Cette ligne a un tronçon commun avec la ligne T2 à partir d'Arenc - Le Silo jusqu'à Cours Saint Louis.

## Ligne actuelle

### Tronçon initial - 30 mai 2015
Arenc Le Silo ↔ Place Castellane
La ligne T3, ouverte le 30 mai 2015, est le résultat d'un compromis réalisé en juin 2010, prévoyant le développement d'un axe de transport du nord au sud de la ville. La ligne reprend le tracé initialement prévu pour la ligne T2 dans le cadre du projet initial, mais l'antenne vers la place du Quatre-Septembre est reportée, et la ligne 2 actuelle est maintenue jusqu'au terminus nord jusqu'à la réalisation de l'extension Quatre-Septembre. Le chantier a débuté en avril 2012 avec les déviations de réseaux, suivi en octobre 2012 du début des travaux de génie civil.
Ce chantier a permis la requalification de l'artère de la rue de Rome et a entraîné une évolution de la voirie dans le secteur. La station Canebière - Capucins sur la ligne T2 du tramway de Marseille, à proximité du Cours Saint-Louis, a été ouverte simultanément à la ligne T3 afin de permettre des correspondances entre ces deux lignes.  
Le coût de ce tronçon initial est estimé entre 30 et 60 millions d'euros (dont l'état est apporteur de 4,53 M€ dans le cadre du grenelle II), le reste étant supporté par la Communauté urbaine de Marseille, le Département et la Région PACA.
La place Castellane devient une plateforme multimodale entre les lignes de métro, le BHNS en direction de Luminy et certaines lignes de bus. Le terminus du tramway de Castellane est défini par les autorités comme provisoire en attendant l'extension en direction du sud de la ville, mais aussi du nord. En effet, cela a été acté par le conseil métropolitain de MPM le 22 mai 2015, avec un prolongement prévu en deux phases.
Les marqueurs de couleur en tête des rames sont modifiés. La ligne 3 reçoit le vert initialement attribué à la ligne T1 (Noailles-Les Caillols), qui reçoit l'orange. La ligne T2 conserve le jaune-anis.

## Prolongements prévus
Une enquête publique sur l’extension du réseau de tramway sur les deux prolongements se déroule du 7 septembre au 9 octobre 2020.

### Prolongement Phase 1 - Décembre 2025
Gèze ↔ La Gaye - Hôpitaux Sud
Côté Nord : 1,8 km (Arenc – Gèze) (début des travaux en 2020 et mise en service en 2025) - 3 nouvelles stations
Côté Sud : 4,4 km (Castellane - La Gaye) (début des travaux en 2020 et mise en service en 2025) - 8 nouvelles stations
La première phase permettra de prolonger la ligne 3 au Nord vers la station de métro Gèze, afin de créer le principal pôle d'échange multimodal des Quartiers nord.
Au sud, cette ligne desservira de nombreux points d'intérêt du sud de la ville, comme le parc du 26e Centenaire, le Palais omnisports Marseille Grand Est, le stade Vélodrome (avec une correspondance avec la ligne 2 du métro à la station Sainte-Marguerite Dromel), et les hôpitaux Sud,.
L'extension côté sud a causé débat, car le passage du tramway par le carrefour Rabatau-Schloesing impose une suppression des passerelles et la construction d'une trémie. Cette dernière a été négociée par la Métropole Aix-Marseille pour une construction sans frais par la société SMTPC en échange d'une prolongation de la concession du Tunnel Prado-Carénage.
Les premiers essais de nuit sur l'extension ont démarré le 21 mai 2025 . A la mise en service de ce prolongement en décembre 2025, la ligne aura une longueur totale de 9,8 km pour 22 stations.

### Prolongement Phase 2 - 2029
Cité La Castellane ↔ La Gaye
Côté Nord : 7,1 km (Gèze – La Castellane) (début des travaux en 2026) - 11 nouvelles stations
La phase 2 permettra de prolonger la ligne au nord vers Saint-Louis et le lycée Saint-Exupéry,, puis irait désenclaver la cité de la Castellane, ce qui permettrait également de desservir le centre commercial Marseille Grand Littoral, ou encore les entreprises de la ZFU de Saint-Henri. Deux variantes de tracés sont actuellement à l'étude par la Métropole.
Les études de conception ont débuté en 2024 à la suite de la désignation du lauréat du concours de maîtrise d'œuvre fin 2023.
Les travaux doivent démarrer en 2026 pour une mise en service en 2029,.
A la mise en service de ce prolongement, la ligne aura une longueur totale de 16,9km.
Un temps envisagé, le prolongement sud de 1.5km jusqu'à la résidence de La Rouvière a été abandonné par la Métropole Aix-Marseille.

## Itinéraire et stations
|   |   | Stations                 | Lat/Long                    | Arrondissement | Correspondances                                              |
| - | - | ------------------------ | --------------------------- | -------------- | ------------------------------------------------------------ |
| • | • | La Castellane            |                             | 16e            | Ouverture en 2029                                            |
| • | • | Saint-André              |                             | 16e            | Ouverture en 2029                                            |
| • | • | André Roussin            |                             | 16e            | Ouverture en 2029                                            |
| • | • | Chemin du Littoral       |                             | 16e            | Ouverture en 2029                                            |
| • | • | Ruisseau Mirabeau        |                             | 15e            | Ouverture en 2029                                            |
| • | • | Consolat                 |                             | 15e            | Ouverture en 2029                                            |
| • | • | Lycée St Exupéry         |                             | 15e            | Ouverture en 2029                                            |
| • | • | Campagne Lévêque         |                             | 15e            | Ouverture en 2029                                            |
| • | • | Les Abattoirs            |                             | 15e            | Ouverture en 2029                                            |
| • | • | La Cabucelle             |                             | 15e            | Ouverture en 2029                                            |
| • | • | Mairie du XV-XVI         |                             | 15e            | Ouverture en 2029                                            |
| ■ | • | Capitaine Gèze           |                             | 15e            | Ouverture en 2025                                            |
| • | • | Salengro Cougit          |                             | 15e            | Ouverture en 2025                                            |
| • | • | Salengro Bachas          |                             | 15e            | Ouverture en 2025                                            |
| ■ | ■ | Arenc - Le Silo          | 43° 18′ 48″ N, 5° 22′ 05″ E | 2e             | 33 34 36 49 Arenc-Euroméditerranée                           |
| • | • | Euroméditerranée-Gantès  | 43° 18′ 31″ N, 5° 22′ 05″ E | 2e             |                                                              |
| • | • | Joliette                 | 43° 18′ 18″ N, 5° 22′ 02″ E | 2e             | C8                                                           |
| • | • | République-Dames         | 43° 18′ 08″ N, 5° 22′ 09″ E | 2e             | Autobus de Marseille · Ligne 55 · Ligne 82 · Bus de nuit 582 |
| • | • | Sadi Carnot              | 43° 17′ 59″ N, 5° 22′ 16″ E | 2e             | Autobus de Marseille · Ligne 55                              |
| • | → | Belsunce-Alcazar         | 43° 17′ 55″ N, 5° 22′ 36″ E | 1er            | Correspondances à Canebière-Bourse :                         |
| • |   | Cours Saint-Louis        | 43° 17′ 46″ N, 5° 22′ 41″ E | 1er            |                                                              |
| • |   | Rome-Davso               | 43° 17′ 37″ N, 5° 22′ 46″ E | 6e             |                                                              |
| • |   | Place de Rome            | 43° 17′ 28″ N, 5° 22′ 51″ E | 6e             | Autobus de Marseille · Ligne 41 · Ligne 54 · Ligne 81        |
| • |   | Rome-Dragon              | 43° 17′ 17″ N, 5° 22′ 57″ E | 6e             |                                                              |
| ■ |   | Castellane               | 43° 17′ 09″ N, 5° 23′ 02″ E | 6e             | N1 M06 78 79 100 102                                         |
| • |   | Parc du XXVIe Centenaire |                             | 10e            | Ouverture en 2025                                            |
| • |   | Cantini Rouet            |                             | 10e            | Ouverture en 2025                                            |
| • |   | Place Général Ferrié     |                             | 10e            | Ouverture en 2025                                            |
| • |   | Sainte-Marguerite Dromel |                             | 9e             | Ouverture en 2025                                            |
| • |   | Aubert Ganay             |                             | 9e             | Ouverture en 2025                                            |
| • |   | Parc Sévigné             |                             | 9e             | Ouverture en 2025                                            |
| • |   | Hôpital Ste Marguerite   |                             | 9e             | Ouverture en 2025                                            |
| ■ |   | La Gaye                  |                             | 9e             | Ouverture en 2025                                            |